# Тамбовский многопрофильный кадетский корпус имени Л. С. Дёмина
Тамбовское областное государственное бюджетное образовательное учреждение кадетская школа «Многопрофильный кадетский корпус имени Героя Советского Союза лётчика-космонавта СССР Л. С. Дёмина» — школьное учебное заведение Тамбова. Победитель Всероссийского конкурса «Лучшие школы России — 2007». В кадетском корпусе обучается около 550 учащихся, работает более 60 педагогов, в том числе 5 кандидатов педагогических наук, 2 Заслуженных учителя Российской Федерации, 4 Отличника народного просвещения. 62 % преподавателей имеют высшую квалификационную категорию.

## История
В ноябре 1801 года император Александр I, выразив благоволение дворянству Тамбова, дал позволение открыть в городе кадетский корпус. Летом следующего года состоялось открытие учебного корпуса, рассчитанного на три класса. Учебная программа включала закон Божий, священную историю, логику, арифметику, алгебру, геометрию, географию, французский и немецкий языки, рисование, танцы и фехтование. Оплата за пансионера составляла 150 рублей, за приходящего кадета 50 рублей, по одному кадету от уезда (из беднейших семей) обучали бесплатно. Первый выпуск корпуса составил десять человек, а к ноябрю 1831 года число воспитанников достигло 86 человек, причём запись в заведение, ставшее к тому моменту престижным, велась с пяти-шестилетнего возраста, а воспитанники порой приезжали из Воронежской, Казанской, Симбирской губерний.
В 1839 году Тамбовский кадетский корпус был передан в ведение Главного управления учебных заведений. За годы его работы среди его выпускников были будущий конструктор русской трёхлинейной винтовки образца 1891 года С. И. Мосин и создатель русской лампы накаливания А. Н. Лодыгин.
В советское время кадетский корпус не действовал. В 1994 году на базе тамбовской средней школы 23 был создан кадетский класс. В 1996 году на базе Тамбовского высшего военно-авиационного инженерного училища радиоэлектроники был образован муниципальный военный лицей, в 2001 году преобразованный в кадетский корпус. В 1999 году учебному заведению было присвоено имя лётчика-космонавта Л. С. Дёмина. За десять лет из стен лицея, а затем кадетского корпуса вышли около тысячи выпускников, из которых около 90 % поступают в высшие учебные заведения России, в том числе более 60 % — в высшие военные учебные заведения.
В 2007 году корпус выиграл региональный этап конкурса «Лучшие школы России». 29 августа Тамбовский кадетский корпус посетил Д. А. Медведев, в тот момент первый вице-премьер России. Осенью того же года корпус стал одним из победителей Всероссийского конкурса «Лучшие школы России». В 2009 году вновь стал одним из победителей Всероссийского конкурса "Лучшие школы России".
30 июня 2011 года в результате слияния кадетского корпуса имени Дёмина и общеобразовательной школы-интерната с первоначальной лётной подготовкой имени М. М. Расковой было сформировано Тамбовское областное государственное бюджетное ОУ — кадетская школа-интернат «Многопрофильный кадетский корпус.».
26 сентября 2015 года корпусу вновь присвоено имя Героя Советского Союза летчика-космонавта СССР Л.С.Дёмина.

## Профили и ступени подготовки
Содержание общего образования и воспитания в кадетской школе-интернате определяется программами, разрабатываемыми и реализуемыми кадетской школой-интернатом самостоятельно на основе государственных образовательных стандартов. Порядок утверждения программ определяется управлением образования и науки администрации Тамбовской области.
Кадетская школа-интернат осуществляет образовательный процесс в соответствии с уровнями общеобразовательных программ двух ступеней образования:
- II ступень — основное общее образование (нормативный срок освоения — 3 года);
- III ступень — среднее общее (полное) образование (нормативный срок освоения — 2 года).

Профили кадетской школы-интерната:
- Физико-математический профиль
- Военно-полицейский профиль
- Пограничный профиль
- Военно-Морской профиль
- Военно-артиллерийский профиль

Режим работы кадетской школы-интерната — шестидневная учебная неделя в основной и средней школах. Продолжительность уроков 1 час 30 минут. Среднее количество уроков в день — 3. Режим работы кадетской школы-интерната предоставляет возможность обучающимся заниматься по интересам во внеурочное время предметами дополнительного образования.

## Форма одежды, символика и присвоение воинских званий
Всего в кадетском корпусе 4 вида формы:
С 1 по 3 курс все кадеты носят голубовато-синюю форму и голубую рубашку. На кокарде их пилотки звезда на фоне Георгиевского флага, такая же кокарда у кадет военно-полицейского профиля. Лишь после сдачи экзаменов и перехода на 4 курс, кадет распределяют на 4 профиля, о которых говорилось выше. Кадеты пограничного и физико-математического профилей имеют одинаковую тёмно-зелёную форму и зелёную рубашку, а на кокарде вместо звезды герб РФ. Морская форма тёмно-синяя, при этом является единственной формой, при которой не требуется рубашка, на кокарде изображён якорь. Кадеты военно-полицейского профиля носят чёрную форму и голубую рубашку.
В кадетском корпусе 3 вида формы одежды:
- парадная (брюки, китель с аксельбантом, застёгивающийся на пуговицах, белая рубашка, галстук, белый ремень, фуражка, белые перчатки);
- повседневная (брюки, китель, застёгивающийся на молнии (морской профиль носит китель без застёжек), основная рубашка от формы (за исключением морского профиля), пилотка;
- зимняя повседневная (к повседневной форме добавляется бушлат, который застёгивается на пуговицах, шарф и шапка-ушанка.

Имеется свой нарукавный знак для кадет всех профилей подготовки.
Младшим командирам присваиваются звания:
- старший кадет (ефрейтор);
- вице-младший сержант;
- вице-сержант;
- вице-старший сержант;
- вице-старшина.

## Военно-полевые сборы
Военно-полевые сборы проводятся ежегодно с учащимися 10-х классов по пятидневной программе обучения основам военной службы, а также с вновь набранными кадетами в течение одного месяца. Цели военно-полевых сборов:
- дать основные понятия о структуре организации Вооружённых Сил Российской Федерации, особенностях прохождения военной службы в ВС РФ, а также ознакомить молодых кадетов с основными элементами распорядка дня солдат (матросов) и курсантов военных училищ;
- укрепление здоровья и физического развития детей в период летнего отдыха.

## Военно-морская практика
В соответствии с учебным планом кадетской школы-интерната с кадетами классов морского профиля предусмотрена военно-морская практика. Цели военно-морской практики:
- обучение кадетов управлению шлюпкой под парусом и на веслах;
- воспитание любви к морскому делу.

## Дополнительное образование
- занятия в заочной физико-математической школе при МФТИ;
- занятия в заочной математической школе при МГУ;
- спецкурс «Компьютерные технологии»;
- секция «Русский рукопашный бой»;
- парашютная секция;
- школа общего физического развития;
- школа игры на гитаре;
- филиал музыкальной школы № 3 г. Тамбова;
- занятия хореографией.

## Сотрудничество с высшими военно-учебными заведениями России
- С 1997 года заключен договор о совместной деятельности по подготовке абитуриентов для Военно-морского института радиоэлектроники им. А. С. Попова г. Санкт-Петербург.
- В 2004 году заключен договор о совместной деятельности по подготовке абитуриентов для Военно-воздушной инженерной академии им. Н. Е. Жуковского г. Москва.
- В 2004 году заключен договор о совместной деятельности по подготовке абитуриентов для Тамбовского высшего военного авиационного инженерного училища радиоэлектроники.
- В 2006 году подписано соглашение об открытии профильного гуманитарного класса для поступления в Московский пограничный институт ФСБ России.